# Чёрные паруса
«Чёрные паруса́» (англ. Black Sails) — американский приключенческий телесериал о пиратах. Сюжет сериала явился своеобразным приквелом к роману Роберта Льюиса Стивенсона «Остров сокровищ», в сериале фигурируют герои книги. Сериал снимался для кабельного телеканала Starz под руководством продюсеров Джонатана Е. Стейнберга и Роберта Ливайна. Премьера сериала состоялась 25 января 2014 года. Главные роли в сериале исполнили Тоби Стивенс, Ханна Нью, Люк Арнольд, Джессика Паркер Кеннеди, Том Хоппер, Зак Макгоуэн, Тоби Шмитц и Клара Пэджет.

## Сюжет
События сериала разворачиваются в Золотой век пиратства в 1715—1720 годах. В Нассау, на острове Нью-Провиденс, ранее являвшемся британской колонией, обосновались самые известные пиратские капитаны. Остров является своего рода пиратской базой, которая необходима морским разбойникам для пополнения запасов, а также продажи награбленного. Скупкой краденого занимается дочь местного британского чиновника Элеонора Гатри. Флинт — самый грозный капитан на острове.
В первом сезоне Флинт и Элеонора Гатри разрабатывают план по обретению островом независимости от Британской империи. Для осуществления планов Флинту необходимо захватить «денежный корабль» — испанский галеон «Арка де Лима».

## В ролях
| Актёр                   | Персонаж        | Сезоны    | Сезоны    | Сезоны    | Сезоны    |
| Актёр                   | Персонаж        | 1         | 2         | 3         | 4         |
| ----------------------- | --------------- | --------- | --------- | --------- | --------- |
| Тоби Стивенс            | Джеймс Флинт    | Постоянно | Постоянно | Постоянно | Постоянно |
| Ханна Нью               | Элеонора Гатри  | Постоянно | Постоянно | Постоянно | Постоянно |
| Люк Арнольд             | Джон Сильвер    | Постоянно | Постоянно | Постоянно | Постоянно |
| Джессика Паркер Кеннеди | Макс            | Постоянно | Постоянно | Постоянно | Постоянно |
| Том Хоппер              | Билли Бонс      | Постоянно | Постоянно | Постоянно | Постоянно |
| Зак Макгоуэн            | Чарльз Вейн     | Постоянно | Постоянно | Постоянно |           |
| Тоби Шмитц              | Джек Рэкхем     | Постоянно | Постоянно | Постоянно | Постоянно |
| Клара Пэджет            | Энн Бонни       | Постоянно | Постоянно | Постоянно | Постоянно |
| Марк Райан              | Хэл Гейтс       | Постоянно |           |           |           |
| Хаким Кае-Казим         | мистер Скотт    | Постоянно | Постоянно | Постоянно |           |
| Шон Кэмерон Майкл       | Ричард Гатри    | Постоянно | Постоянно |           |           |
| Луиза Барнс             | Миранда Барлоу  | Постоянно | Постоянно | Постоянно |           |
| Руперт Пенри-Джонс      | Томас Гамильтон |           | Постоянно |           | Гость     |
| Люк Робертс             | Вудс Роджерс    |           |           | Постоянно | Постоянно |
| Рэй Стивенсон           | Эдвард Тич      |           |           | Постоянно | Постоянно |
| Дэвид Уилмот            | Израэль Хэндс   |           |           |           | Постоянно |
| Гарриет Уолтер          | Мэрион Гатри    |           |           |           | Постоянно |

- Тоби Стивенс — Джеймс Макгроу/Флинт: капитан Моржа, позже испанского военного корабля[2].
- Ханна Нью — Элеонор Гатри: главная по скупкам и поставкам в Нассау[2].
- Люк Арнольд — «Долговязый» Джон Сильвер: кок, позже квартирмейстер на Морже и позже испанском военном корабле[2].
- Джессика Паркер Кеннеди — Макс: проститутка, позже мадам в борделе в Нассау[2].
- Том Хоппер — Уильям «Билли Бонс» Мандерли: старпом на Морже, позже на испанском военном корабле[2].
- Зак Макгоуэн — Чарльз Вейн: капитан Странника и Причуды, стюард форта Нассау[2].
- Тоби Шмитц — Джек Рэкхем: квартирмейстер на Страннике, позже хозяин борделя в Нассау и капитан Рассвета[2].
- Клара Пэджет — Энн Бонни: член команды Странника, позже Рассвета[2].
- Марк Райан — Хэл Гейтс: квартирмейстер Моржа, позже капитан Странника[2].
- Хаким Кае-Казим — мистер Скотт: советник Элеонор (позже капитана Хорниголда) в Нассау, позже квартирмейстер на испанском военном корабле[2].
- Шон Кэмерон Майкл — Ричард Гатри: отец Элеанор и один из богатейших торговцев в Новом Свете[2].
- Луиза Барнс — Миранда Барлоу/Гамильтон: жительница Нью-Провиденса, друг и доверенное лицо Флинта[2].
- Руперт Пенри-Джонс — Томас Гамильтон: сын лорда-протектора Альфреда Гамильтона из Лондона[3].
- Люк Робертс — Вудс Роджерс: английский капитан, намеренный покончить с пиратством в Нассау[4].
- Рэй Стивенсон — Эдвард Тич: капитан Мести королевы Анны[4][5].
- Дэвид Уилмот — Израэль Хэндс: охотник за головами[6].
- Гарриет Уолтер — Мэрион Гатри: мать Ричарда Гатри и бабушка Элеонор Гатри[7].

- Лоуренс Джофф — Рэндалл: кок на Морже, позже испанском военном корабле. (Сезоны 1—2)
- Джейнс Эйселен (Сезон 1) и Роланд Рид (Сезоны 2—3) — Дюфрейн: счетовод, позже квартирмейстер Моржа и испанского военного корабля.
- Дилан Скьюс — Логан: член команды Моржа, позже испанского военного корабля. (Сезоны 1—2)
- Лизе Слэббер — Иделль: проститутка в борделе, управляемом Нуненом и Джеком Рэкхемом в Нассау.
- Ричард Лукунку — Джошуа: член команды Моржа, позже испанского военного корабля. (Сезоны 1—2)
- Уинстон Чонг — Йоджи: член команды Моржа, позже испанского военного корабля.
- Дэвид Дукас — капитан Нам: командир королевского военно-морского флота Скарборо. (Сезоны 1—2)
- Аластер Моултон Блэк — доктор Хоуэлл: врач на Морже, позже испанском военном корабле.
- Дэвид Батлер — Фрезьер: оценщик в Нассау. (Сезоны 1—2, 4)
- Фиона Рамси — миссис Мэйплтон: мадам в борделе, управляемом Нуненом.
- Грэм Вейр — капитан Нафт: капитан Отважного. (Сезоны 1—2)
- Патрик Листер — Бенджамин Хорниголд: капитан Королевского Льва и стюард форта Нассау. (Сезоны 1—3)
- Марк Элдеркин — пастор Ламбрик: священник местной церкви в Нассау.
- Андре Джейкобс — Де Грут: мастер на Морже, позже испанском военном корабле.
- Карл Танинг — О’Мэлли: наёмник, работающий на Элеанор Гатри. (Сезоны 1—2)
- Ричард Райт-Фёрт — Малдон: канонир на Морже, позже испанском военном корабле. (Сезоны 1—3)
- Джон Герберт — Джоффри Лоуренс: капитан Чёрной Лани. (Сезоны 1—2)
- Сибонгиле Мламбо — Эме: рабыня на борту Андромахи.
- Патрик Лависа — Барбатунде: раб на борту Андромахи. (Сезоны 1—2)
- Келли Врэгг — Элис: проститутка в борделе, управляемом Нуненом и Джеком Рэкхемом в Нассау. (Сезоны 1—2)
- Лодо Либенберг — Дули: член команды Моржа, позже испанского военного корабля. (Сезоны 2—4)
- Крэйг Джексон — Огастус Фезерстоун: квартирмейстер Рассвета. (Сезоны 2—4)
- Эйдан Уиток — Джейкоб Гарретт: помощник плотника на Отважном. (Сезоны 2—4)
- Рассел Свадьер — Андерхилл: торговец и землевладелец на острове Нью-Провиденс. (Сезоны 2, 4)
- Анна-Луиз Плауман — миссис Хадсон: английская горничная, служащая у Вудса Роджерса. (Сезоны 3—4)
- Крэйг Хоукс — Рубен (Сезоны 3—4)
- Уилсон Карпентер — Эллерс (Сезоны 3—4)
- Рори Актон Бёрнелл — Колин (Сезоны 3—4)
- Мошиди Мотшегва — Красная Королева: жена мистера Скотта и мать Мади. (Сезоны 3—4)
- Зетху Дломо — Мади: дочь мистера Скотта. (Сезоны 3—4)
- Крис Фишер — Бен Ганн: член команды Моржа. (Сезоны 3—4)
- Эдриан Мазив — Кофи (Сезоны 3—4)
- Джеймс Александр (Сезон 3) и Хорхе Сукьет (Сезон 4) — Хуан Антонио Грандал: агент испанской разведки.
- Невена Яблонович — Джорджия (Сезоны 3—4)
- Адам Нил — мистер Соамс (Сезоны 3—4)

Сезон 1
- Энтони Бишоп — Синглтон: член команды Моржа.
- Джереми Крутчли — Морли: член команды Моржа.
- Тони Капрари — Нунен: владелец борделя в Нассау.
- Квентин Хронг — Турок: член команды Моржа.
- Нилс Класен — Хамад: член команды Странника.
- Лэнгли Кирквуд — Девед Брайсон: капитан Андромахи.
- Дин Маккобри — Хайес: квартирмейстер Андромахи.
- Гарт Коллинз — Альбинус: бывший пират и глава лесного бизнеса.
- Франс Хамман — Слейд: член команды Странника.
- Джаррид Гедульд — Крисп: член команды Моржа.
- Грэм Кларк — капитан Лилиуайт: соперник Гатри.

Сезон 2
- Тайг Мерфи — Нед Лау: капитан Причуды.
- Брэндан Мюррей — Микс: бывший квартирмейстер на Причуде.
- Ник Разенти — мистер Холмс: член команды Причуды.
- Роберт Хоббс — Дженкс: пират под командованием Чарльза Вейна.
- Меган Янг — Эбигейл Эш: дочь лорда Питера Эша.
- Грег Мелвилл-Смит  — Хеннесси: адмирал королевского военно-морского флота.
- Эдриан Коллинс — Винсент: член команды испанского военного корабля.
- Тирел Мейер — Николас: член команды испанского военного корабля.
- Ник Борэйн — лорд Питер Эш: губернатор колонии в Каролине.
- Дэнни Кео — лорд Альфред Гамильтон: лорд-собственник и отец Томаса.
- Анжелика Преториус — Шарлотта: проститутка в борделе, управляемом Джеком Рэкхемом в Нассау.
- Мартин Ван Гимс — Ларсон
- Ларс Арентц-Хэнсен — полковник Уильям Ретт[англ.]: подчинённый Питера Эша в Чарлстоне[8].
- Крэйг Макрей — Ярдли: пират под командованием Чарльза Вейна.

Сезон 3
- Дженна Сарас и Грег Роджерс — Смерть: тёмная фигура, появляющаяся в видениях Флинта.
- Ричард Лотиан — Доббс: член команды Моржа.
- Кэлвин Хэйвард — Уэйн
- Джейсон Коуп — капитан Чемберлен: командор королевского военно-морского флота.
- Мартин Манро — Палмер
- Гидеон Ломбард — Уоррен
- Дэн Роббертс — капитан Трокмортон
- Сив Нгеси — Удо
- Фрэнсис Чалер — лейтенант Перкинс
- Гарт Брейтенбач — майор Роллинс
- Уэйн Харрисон — доктор Маркус

Сезон 4
- Крис Ларкин — капитан Берринджер: офицер королевского военно-морского флота и второй командир Роджерса.
- Дейл Джексон — лейтенант Утли: офицер королевского военно-морского флота.
- Клайд Беринг — лейтенант Кендрик: офицер королевского военно-морского флота.
- Майк Вескотт — судья Адамс: магистрат в Нассау.
- Милтон Шорр — лейтенант Бёрнелл: офицер королевского военно-морского флота.
- Сизо Малангу — Оби
- Тина Мнумзана — Рут: рабыня в поместье Эдвардса.
- Джейсон Делфланк — лейтенант Верт: офицер королевского военно-морского флота.
- Аполиано Антонио — Заки
- Тони Кгордж — Юлиус: раб в поместье Эдвардса.
- Антон Деккер — Том Морган
- Тео Лэнди — первый помощник Молин
- Ник Ребело — Роулс
- Илай Курелович — губернатор Райа: командующий испанским флотом.
- Хосе Домингос — мистер Оливер
- Гай Пол — Джозеф Гатри: отец Ричарда Гатри и дедушка Элеонор Гатри
- Тирони Кео — Адамс
- Рон Смержак — мистер Маккой

## Эпизоды
| Сезоны | Сезоны | Эпизоды | Оригинальная дата показа | Оригинальная дата показа | Оригинальная дата показа |
| Сезоны | Сезоны | Эпизоды | Премьера сезона          | Финал сезона             | Рейтинг                  |
| ------ | ------ | ------- | ------------------------ | ------------------------ | ------------------------ |
|        | 1      | 8       | 25 января 2014           | 15 марта 2014            | 1,02                     |
|        | 2      | 10      | 25 января 2015           | 28 марта 2015            | 0,887                    |
|        | 3      | 10      | 23 января 2016           | 26 марта 2016            | 0,831                    |
|        | 4      | 10      | 29 января 2017           | 2 апреля 2017            | 0,698                    |

## Разработка и производство
Джонатан Стейнберг был исполнительным продюсером сериала, наряду с Майклом Бэем, Брэдом Фуллером и Эндрю Формом, в то время как Роберт Ливайн был исполнительным сопродюсером.
Съёмки сериала проходили на студии Cape Town Film Studios в Кейптауне, ЮАР. Специально для съёмок был создан детальный макет корабля в натуральную величину. Над созданием макета трудилось порядка трёхсот человек.
В Германии и Франции премьера сериала состоялась на две недели раньше американской — 10 января 2014 года через сеть Pay TV Channel Starz. 17 января 2014 года Starz выпустила первый эпизод на YouTube.
26 июля 2013 года, Starz продлил сериал на второй сезон из десяти эпизодов. Причиной столь раннего решения послужила положительная реакция на шоу на Comic-Con в Сан-Диего. 12 октября 2014 года сериал был продлён на третий сезон. 20 июля 2016 года, Starz объявили, что четвертый сезон, который вышел в 2017 году, будет последним.
12 октября 2014 года сериал был продлён на третий сезон, а 31 июля 2015 года — на четвёртый. Обо всех продлениях сериала на следующие сезоны было объявлено задолго до премьеры текущего сезона.

## Награды и номинации
Телесериал «Чёрные паруса» получил четыре номинации на техническую премию «Эмми» и выиграл две (за выдающиеся визуальные эффекты второго плана и выдающийся монтаж звука в телесериале) в 2014 году.